# Mircea Romașcanu
Mircea Romașcanu (*11. březen 1953, Otopeni, Rumunsko) je bývalý rumunský cyklista a současný cyklistický trenér.
Jako osmnáctiletý vstoupil do klubu Dinamo Bukurešť. V té době pravidelně jezdil mezi svým rodným městem Otopeni a hlavním městem Bukureští, kde pracoval jako typograf. Celkem jedenáctkrát se zúčastnil Závodu míru, čímž se zařadil mezi nejčastější účastníky tohoto etapového závodu. Popularitu si získal zejména svými vyhlášenými sólovými úniky a také kvalitní prací ve vícečlenných vedoucích skupinách. Jeho odchodu k profesionálním cyklistům bránilo sportovní vedení socialistického Rumunska.
V roce 2005 trénoval v Dinamu Bukurešť a v letech 2008 a 2009 cyklisty z Delma 2003 Medgidia. S pomocí primátora Otopeni Constantina Silviu Gheorgha založil v květnu 2012 cyklistický oddíl CS Otopeni, jehož vedení převzal.

## Výsledky
| rekapitulace |          |                |                           |
| rok          | výsledek | výsledek       | závod                     |
| 1974         | vítěz    | celkově        | Okolo Rumunska            |
| 1974         | vítěz    | 8. etapa       | Grand Prix Guillaume Tell |
| 1976         | vítěz    | část 11. etapy | Závod míru                |
| 1978         | 3.       | celkově        | Závod míru                |
| 1981         | vítěz    | 4. etapa       | Závod míru                |
| 1982         | vítěz    | 12. etapa      | Závod míru                |
| 1983         | vítěz    | celkově        | Okolo Rumunska            |
| 1983         | vítěz    | 4. etapa       | Závod míru                |
| 1983         | vítěz    | 11. etapa      | Závod míru                |
| 1985         | vítěz    | celkově        | Okolo Rumunska            |
| 1988         | 2.       | celkově        | Okolo Rumunska            |